# Philip Maini
Pour les articles homonymes, voir Maini.
Philip Kumar Maini  (né le 16 octobre 1959 à Magherafelt, en Irlande du Nord) est un mathématicien nord-irlandais. Depuis 1998, il est Professeur de biomathématique à l'Université d'Oxford et le directeur du Wolfson Centre for Mathematical Biology au Mathematical Institute (en),,,

## Vie privée
Philip Maini est le fils de Panna Lal Maini et de Satya Wati Bhandari. Panna Lal et Satya Wati sont originaires du Pendjab, dans le nord-ouest de l'Inde. Panna Lal se rend en Irlande du Nord en 1954. Il se rend à Londres à bord du navire Maloja of the Peninsula et de l'Orient Steam Navigation Company, qui y est arrivé le 18 février 1954. Satya Wati et le frère aîné de Philip, Arvind, n'arrivent en Irlande du Nord qu'en 1957. 

## Éducation
Maini fait ses études à la Rainey Endowed School (en)  dans le comté de Londonderry et au Balliol College d'Oxford où il obtient un BA en 1982 et un doctorat en 1985, ce dernier pour une thèse modélisant la formation de modèles morphogénétiques supervisée par James D. Murray.

## Recherche et carrière
Après un poste de chercheur postdoctoral à Oxford et un poste de professeur associé à l'université de l'Utah, il retourne à Oxford en 1990 en tant que chargé de cours. Il devient directeur du Wolfson Center for Mathematical Biology en 1998, puis professeur statutaire de biologie mathématique et professeur titulaire du St John's College d'Oxford en 2005,. 
Les recherches de Maini comprennent la modélisation mathématique des tumeurs, la cicatrisation des plaies et la formation de modèles embryonnaires ainsi que l'analyse théorique de ces modèles,. Ses recherches sont financées par le Conseil de recherche en ingénierie et en sciences physiques (Engineering and Physical Sciences Research Council (en), EPSRC) et le Conseil pour la recherche en biotechnologie et sciences biologiques (BBSRC). Il a encadré 53 doctorants. 
De 2002 à 2015, Maini est rédacteur en chef du Bulletin of Mathematical Biology (en) et siège aux comités de rédaction de nombreuses autres revues. Maini donne une conférence invitée au Congrès international des mathématiciens 2010 à Hyderabad, sur le thème "Modélisation des aspects du métabolisme tumoral".

## Prix et distinctions
Maini est élu membre de la Royal Society (FRS) en 2015. Son certificat d'élection indique :

« La modélisation mathématique et informatique des processus spatio-temporels en biologie et en médecine réalisée par Philip Maini a permis des avancées scientifiques significatives dans ces deux domaines. Ses travaux sur la formation de modèles biologiques ont permis de comprendre en détail les rôles du bruit, de la croissance des domaines et des gradients dans la génération de modèles. Il a généralisé le concept d'information sur les gradients et a proposé une résolution cohérente sur le plan expérimental du paradoxe de la chimiotaxie et des ondes chimiotactiques. Il a développé des modèles multi-échelles pour la cicatrisation des plaies et la croissance des tumeurs vasculaires. Il a ainsi élucidé les mécanismes sous-jacents par lesquels des facteurs de croissance particuliers réduisent la formation de cicatrices et a fourni un aperçu détaillé de la conception de la thérapie anticancéreuse combinée. »

 
Maini est membre élu des conseils d'administration de la Society for Mathematical Biology (en) et de la Société européenne de biologie mathématique et théorique. Il est membre de l'Institut de mathématiques et de ses applications (IMA), de la Society for Industrial and Applied Mathematics (SIAM) et de la Royal Society of Biology (en), et il est membre correspondant de l'Académie mexicaine des sciences. Il occupe des postes invités dans des universités du monde entier. En 2017, il est élu membre de l'Académie des sciences médicales (en)  et l'année suivante, il est élu membre étranger de l'Académie indienne des sciences. En 2021, il est élu Fellow de l'Académie européenne des sciences et Fellow de l'American Association for the Advancement of Science . 
Maini co-écrit un article lauréat du prix Bellman en 1997 et reçoit une bourse de recherche senior du Royal Society Leverhulme Trust, un Wolfson Research Merit Award et le prix Naylor de la London Mathematical Society.